# Джеб Генсарлінґ
Джеб Генсарлінґ (англ. Jeb Hensarling; нар. 29 травня 1957, Стівенвіл, Техас) — американський політик-республіканець, член Палати представників США з 2003 (голова Республіканської конференції Палати з 2011 по 2013 рр., голова Комітету Палати з питань фінансових послуг з 2012 р.)
У 1979 р. він закінчив Техаський університет A&M. Після отримання юридичного ступеня в Університеті Техасу в Остіні, у 1982 р. він був прийнятий до колегії адвокатів. З 1985 по 1989 рр. він був членом консультативної ради сенатора США Філа Гремма. Після цього, він був активним у приватному секторі. Він був віце-президентом двох компаній, а у 2001 р. став генеральним директором Family Support Assurance Corporation. З 1996 р. він був власником компанії San Jacinto Ventures.